# Le Coudray-Saint-Germer
Le Coudray-Saint-Germer – miejscowość i gmina we Francji, w regionie Hauts-de-France, w departamencie Oise.
Według danych na rok 2007 gminę zamieszkiwało 886 osób, a gęstość zaludnienia wynosiła 65,2 osób/km² (wśród 2293 gmin Pikardii Le Coudray-Saint-Germer plasuje się na 382. miejscu pod względem liczby ludności, natomiast pod względem powierzchni na miejscu 247.).